# School's Out (téléfilm)
Pour l'album d'Alice Cooper, voir School's Out.
Pour plus de détails, voir Fiche technique et Distribution.
School's Out est un téléfilm canadien de 1992 où l'on retrouve la plupart des acteurs de la série Les Années collège. Le film est tourné durant l'été 1991 et est diffusé la première fois sur la chaîne CBC le 5 janvier 1992. À l'origine, ce film conclut la saga des séries de Degrassi, mais en 2001, la série revient avec un nouvel opus Degrassi : La Nouvelle Génération.

## Synopsis
Après la remise des diplômes, les jeunes de Degrassi, font des projets pour  l'été et leur avenir. La plupart prépare leur voyage universitaire, à part Joey Jeremiah (Pat Mastroianni) qui se prépare à redoubler une année au lycée. Sa petite amie de longue date Caitlin Ryan (Stacie Mistysyn) a achevé le lycée et a obtenu un diplôme avec les anciens amis de Joey.

## Distribution
- Pat Mastroianni : Joey Jeremiah
- Stacie Mistysyn : Caitlin Ryan
- Neil Hope : Derek « Wheels » Wheeler
- Stefan Brogren : Archie « Snake » Simpson
- Kirsten Bourne : Tessa Campanelli
- Anais Granofsky : Lucy Fernandez
- L. Dean Ifill : Bronco Davis
- Irene Courakos : Alexa Pappadopoulos
- Michael Carry : Simon Dexter
- Amanda Stepto : Christine "Spike" Nelson
- Jacy Hunter : Amy Holmes
- Sara Holmes : Alison
- Christian Campbell : Todd
- Andy Chambers : Luke
- Siluck Saysanasy : Yick Yu